# Angelika Markowska
Angelika Markowska (ur. 1986 r.) – polska piłkarka, zawodniczka Warszawskiego klubu MUKS Praga Warszawa

## Osiągnięcia
- Kilkakrotnie powoływana do Kadry Narodowej
- Mistrzyni Ogólnopolskiej Olimpiady Młodzieży z 2001 r.